# 长菲谷精草
长菲谷精草（学名：Eriocaulon merrillii var. longibracteatum）为谷精草科谷精草属下的一个变种。

## 扩展阅读
- 維基物種上的相關：长菲谷精草